# Armée républicaine aryenne
Pour les articles homonymes, voir ARA.

L'Armée républicaine aryenne (en anglais : Aryan Republican Army, ARA) est le nom donné à un groupe criminel suprémaciste blanc actif aux États-Unis du début au milieu des années 1990. Le groupe est associé au terroriste Timothy McVeigh dans les mois précédant l'attentat d'Oklahoma City. L'organisation est parfois référencée dans les médias sous le nom de Midwest Bank Robbers.
Le groupe est créé par Peter Langan et Richard Lee Guthrie en 1992 mais se considère comme une organisation sans chef, ce qui signifie qu'il n'y a pas de vrai responsable dans le groupe et qu'ils sont plutôt un regroupement de personnes s'associant ensemble pour atteindre leurs objectifs.
Bien que le groupe est principalement une entreprise criminelle, ses objectifs sont proches de ceux de terroristes. Avec l'argent volé dans les 22 attaques confirmées dans lesquelles il est impliqué, le groupe commence à accumuler des armes et des munitions, probablement dans l'idée de déclencher une guerre raciale.
Le groupe commence à s'effondrer lorsque des membres de l'Armée républicaine aryenne sont arrêtés après que l'un de ses anciens membres soit devenu informateur dans le cadre d'une négociation de plaidoyer. À la mi-1996, pratiquement tous les membres connus sont appréhendés et le groupe est de facto dissous. Guthrie est mort en prison en juillet 1996.

## Activité
Des membres de l'armée républicaine aryenne étaient responsables d'une série de 22 vols de banque dans le Midwest américain. Ils auraient ciblé des banques du Midwest, car ils pensaient que les mesures de sécurité y seraient moins rigoureuses. Le groupe a souvent laissé de faux engins explosifs dans les banques qu'ils ont volées afin de détourner les responsables de l'application des lois qui pourraient les poursuivre. Les membres connus de l'ARA comprennent Michael William Brescia, Mark William Thomas, Shawn Kenny, Richard Lee Guthrie Jr., Peter Kevin Langan, Kevin McCarthy et Scott Stedeford. Après leur arrestation, Guthrie, Langan, McCarthy et Thomas sont devenus témoins à charge. Richard Lee Guthrie se serait pendu pendant sa garde à vue, un jour avant qu'il ne devait donner une interview télévisée sur une dissimulation présumée liée à la mort de Kenneth Michael Trentadue, également retrouvé pendu en détention. Par ailleurs, tous les membres ont été condamnés à des peines de prison d'emprisonnement de durée variable, sur un éventail de charges d'État et / ou fédérales.

## Membres et associés

### Peter Kevin Langan (Donna Langan)
Langan est né en 1958 à Saipan dans les îles du Pacifique Sud. Il a grandi au Vietnam où son père a servi dans l'armée et la CIA avant de déménager aux États-Unis lorsque Langan avait 6 ans. En 1974, à l'âge de 16 ans, Langan a été condamné à une peine pouvant aller jusqu'à 20 ans pour avoir volé un homme à 78 $ et avoir fui la police. Langan a déménagé en Ohio en 1988, où il s'est converti au mormonisme et est devenu ministre ordonné dans ce que les autorités décrivent comme une église affiliée au Ku Klux Klan. Au début des années 1990, Langan et son ami d'enfance Richard Guthrie ont formé l'Aryan Republican Army, un groupe suprémaciste blanc ayant des motifs de renverser le gouvernement américain. Le groupe s'est tourné vers le braquage de banques pour assurer le financement de son mouvement. Le 18 janvier 1996, le FBI a arrêté Langan. Langan est maintenant une femme transgenre, Donna, et a depuis renoncé publiquement à ses opinions politiques et racistes. Après 18 ans dans une prison pour hommes, Donna a été transférée dans un pénitencier pour femmes en 2014, après une bataille juridique sous l'administration Obama. En 2017, Donna et 435 autres détenues transgenres des prisons pour femmes ont dirigé un groupe de militants LGBT dans le but de contester les positions de l'administration Trump concernant les détenues transgenres.

### Richard Lee Guthrie Jr.
Surnommé "Wild Bill", Richard Lee Guthrie Jr a grandi dans les pâtés de maisons de Pete Langan à Wheaton, MD, bien qu'ils ne soient devenus proches que des années plus tard après avoir été expulsé de la Marine en 1983 pour avoir peint une croix gammée sur le côté d'un navire et menacé ses supérieurs, Guthrie a assisté à des rassemblements des nations aryennes et a parcouru le pays pour distribuer de la propagande d'Identité chrétienne.
Guthrie a plaidé coupable en 1996 à trois vols de banque dans l'Ohio et à 16 autres dans sept États, ainsi qu'à des accusations d'armes et à une fraude par carte de crédit. À la suite d'un accord sur le plaidoyer, il devait fournir aux autorités des informations sur des organisations similaires à l'Armée républicaine aryenne. Le 12 juillet de la même année, des responsables de la prison ont trouvé Guthrie suspendu dans sa cellule, mort d'un suicide apparent.

### Michael William Brescia
Résident de la ville d'Elohim et ancien étudiant de l'Université LaSalle de Philadelphie, Michael William Brescia a été recruté pour l'ARA par le chef de l'État des nations aryennes de Pennsylvanie, Mark W. Thomas. Brescia a été nommé dans un procès intenté par les grands-parents d'une victime de l'attentat à la bombe comme étant "John Doe 2" vu avec McVeigh dans les jours précédant l'attentat. Une amie de McVeigh a également identifié Brescia et comme ami de Timothy McVeigh connu uniquement sous le nom de "Mike".

## Culture populaire
En 2010, l'Aryan Republican Army fut le sujet de l'épisode 82 de la série télévisée Gangland. Un épisode de Gangland dédié a Shawn Kenny, un ancien associé de l'armée républicaine aryenne et voleur de banque nous fait découvrir l'histoire et les opérations de l'ARA. Le groupe a également créé de nombreuses vidéos de recrutement qui ont été téléchargées sur des sites comme YouTube depuis la disparition du groupe.